# Rafael Schermann

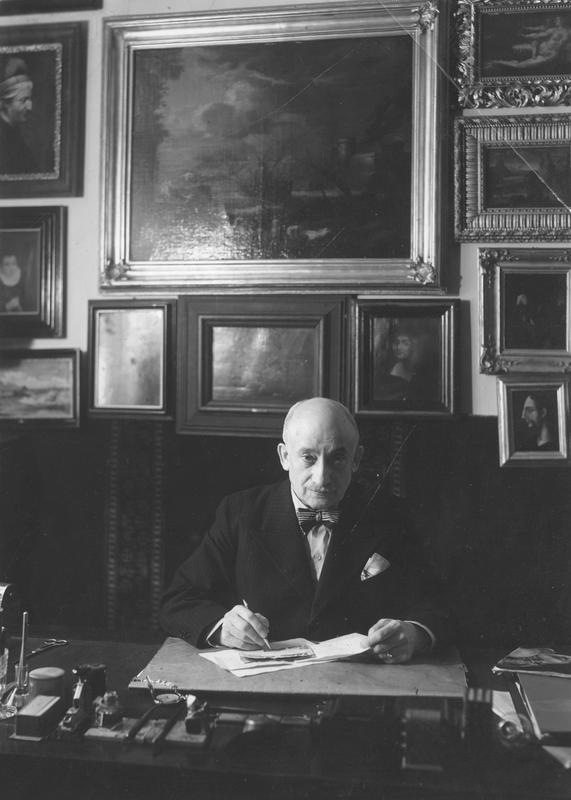
Rafael Schermann (Urheberrecht unklar, Quelle: Narodowe Archiwum Cyfrowe)

Rafael Schermann (geboren 18. März 1874 in Krakau, Österreich-Ungarn; gestorben ungefähr 1943 in einem Arbeitslager in der Sowjetunion) war ein Graphologe und Hellseher.

## Leben
Rafael Schermann besuchte nach dem Cheder und der Realschule eine Handelsschule in Krakau und arbeitete als Versicherungsangestellter bei der Krakauer Filiale der Versicherungsgesellschaft Phönix, ab 1910 arbeitete er in deren Wiener Zentrale.
Schermann beschäftigte sich mit Graphologie und gab sich als Hellseher aus.
Oskar Fischer, Psychiatrieprofessor an der Karl-Ferdinands-Universität in Prag, führte mit Schermann zwischen 1916 und 1918 eine Reihe von Versuchen durch, die ihn zum Teil beeindruckten, Fischer publizierte darüber 1924. 1918 hielt Schermann in Wien seinen ersten öffentlichen Vortrag. Es folgten Vortragsreisen nach Ungarn, Polen, Rumänien, in die Tschechoslowakei und die Schweiz. 1923/24 unternahm er eine Vortragsreise durch die USA. Zu seinen Kunden gehörten Karl Kraus, Oskar Kokoschka und Adolf Loos.
Schermann veröffentlichte 1929 sein Buch über die Graphologie, es erschien 1939 in der französischen Übersetzung von Ivan Goll und mit einem Vorwort von Jules Crépieux-Jamin bei Gallimard in Paris.
Nach der Machtübergabe an die Nationalsozialisten 1933 floh Schermann nach Polen, wo er seine Schriften in polnischer Übersetzung herausbrachte. Nach dem deutschen Überfall auf Polen 1939 floh er nach Lemberg, das gemäß dem Hitler-Stalin-Pakt an die Sowjetunion fiel. Die Sowjets deportieren ihn von dort. Schermann starb wahrscheinlich 1943 in einem Zwangsarbeitslager bei Akmolinsk in Kasachstan.

## Schriften (Auswahl)
- Eduard von Liszt: Die Raubmörder Franz und Rosalia Schneider: Ein kriminalpsycholog. Nachtr. Mit einem Gutachten Rafael Schermanns über die Unterschrift des Franz Schneider und einem Nachwort von Oskar Fischer. Gesellschaftsbuchdr. Brüder Hollinek, Wien 1926.
- Kinder als Selbstmörder. In: Frankfurter Zeitung und Handelsblatt. 71, 1927, S. 2.
- Die Schrift lügt nicht! Erlebnisse. Brücken-Verlag, Berlin 1929.
- Schicksale des Lebens. 6 Bände. Schaefer, Leipzig 1932:
  - Der Selbstmord des Toten. Herausgegeben von Jesco H. von Puttkamer.
  - Die drei Testamente des Fürsten X. Herausgegeben von Marie-Madeleine von Puttkamer.
  - Du bist schuld! Herausgegeben von Jesco H. von Puttkamer.
  - Hilfe! Mörder! Herausgegeben von Jesco H. von Puttkamer.
  - Seine Braut, der Hochstapler. Herausgegeben von Jesco H. von Puttkamer.
  - Um eine halbe Minute ... Herausgegeben von Jesco H. von Puttkamer.